# Tren histórico de Capilla del Señor

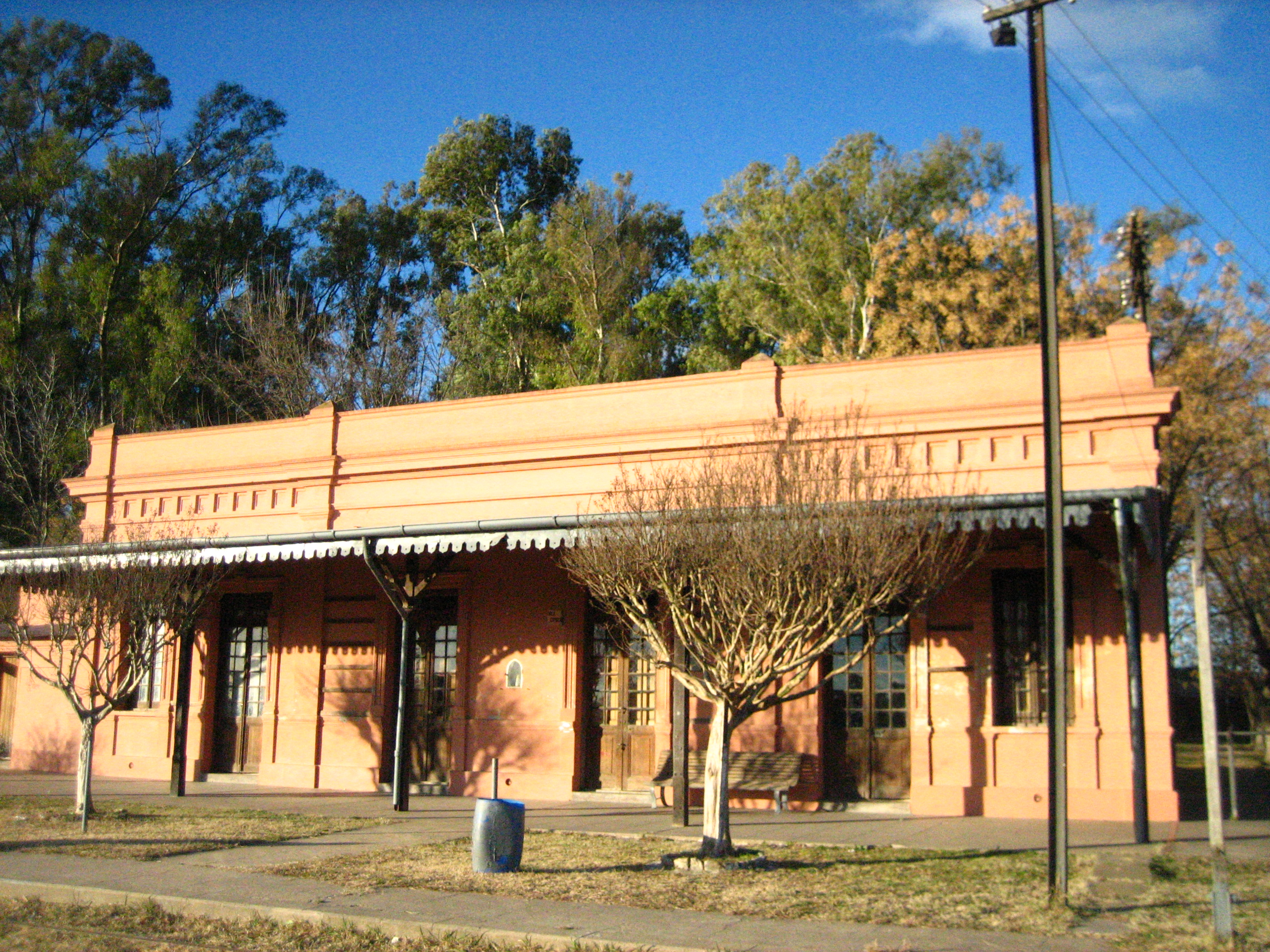
Estación de tren de Capilla del Señor del F.C.G.U

El Tren Histórico de la Capilla del Señor era un servicio ferroviario turístico/histórico de la provincia de Buenos Aires en Argentina, ofrecido por el Ferroclub Argentino. El servicio operaba con trenes impulsados por locomotoras a vapor entre las ciudades de Buenos Aires (partiendo desde la terminal Federico Lacroze en Chacarita) y Capilla del Señor, cubriendo una distancia de 86 kilómetros (53,4 mi). Los trenes transitaban sobre rieles de 1435 mm (4' 81/2") construidos originalmente por el Ferrocarril Central de Buenos Aires, que actualmente son parte del Ferrocarril General Urquiza desde la nacionalización ferroviaria de 1948.
El servicio funcionaba solo los domingos. 

## Historia
El servicio fue iniciado por Ferroclub Argentino en su centro de preservación de Lynch. Es una asociación sin fines de lucro conformada por aficionados ferroviarios argentinos, que restauran y ponen en funcionamiento antiguas locomotoras, así como la restauración de viejos vagones. El Ferroclub Argentino tiene sus sedes en Lynch, Remedios de Escalada y Tolosa.
Algunas de las locomotoras restauradas, pertenecientes al Ferroclub de la sede de Lynch, son una Baldwin 4-6-0, que se encuentra en reparación, una Henschel 2-10-0 y la Neilson & Co. 0-6-0 n ° 27 Monte Caseros construida en 1888 y restaurada en orden de marcha empleadas para manejar trenes hacia Capilla. Esas locomotoras originalmente habían sido adquiridas y operadas por el Ferrocarril Nordeste Argentino ( "Argentine North Eastern Railway") que conectaba la Mesopotamia argentina desde Concepción del Uruguay, en la provincia de Entre Ríos hasta Posadas en la provincia de Misiones. La locomotora Yatay también se usaba para manejar trenes sobre la vía.
El servicio se suspendió en 1999, sin embargo se reutilizó hasta que fue clausurado definitivamente en 2011 debido al cese de operaciones de Trenes Especiales Argentinos, que brindaba el servicio de larga distancia conocido como "El Gran Capitan". Desde ese momento no hubo una iniciativa de reactivar el servicio histórico debido al pésimo estado de las vías en el sector entre Rubén Darío y Zárate de la línea troncal.
Desde la clausura de El Gran Capitán en 2011, solamente trenes de carga han operado sobre esas vías. América Latina Logística operó hasta 2013, cuando el gobierno de Argentina revocó el contrato de concesión por incumplimiento. Actualmente, la empresa estatal Trenes Argentinos Cargas y Logística opera sobre las vías del Ferrocarril Urquiza en el sector Zárate - Garupá.